# Mul van Kent
Mul (? - 687) was van 686 tot aan zijn dood koning van het Angelsaksische koninkrijk Kent.

## Leven

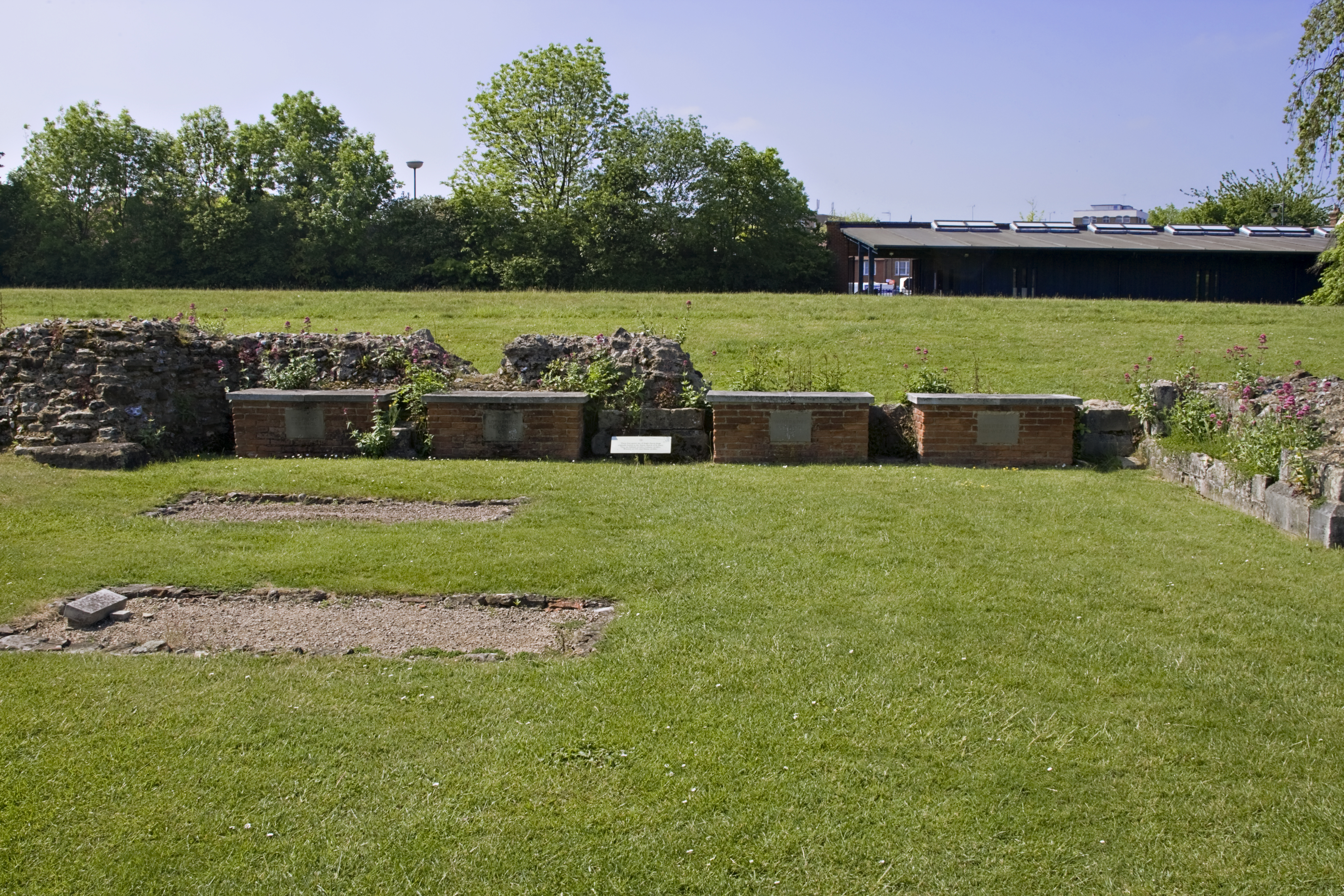
De graven van de koningen van Kent (van links naar rechts): Eadbald (overleden in 640), Hlothhere (overleden in 685), Wihtred (overleden in 725) en Mul (overleden in 687) in de huidige St Augustine's Abbey.

Mul was afkomstig uit het huis Wessex. Zijn vader was Cenberht; de naam van zijn moeder is niet geweten. Zijn broer, Cædwalla was van 685 tot 688 koning van Wessex. In 686 begonnen Cædwalla en Mul in meerdere veldtochten het zuiden en oosten van Engeland te onderwerpen. Cædwalla verwierf aldus de heerschappij over Sussex en het Isle of Wight. Vervolgens veroverde hij in 686, in een alliantie met koning Sighere van Essex, ten slotte ook Kent. Cædwalla stelde daarop zijn broer Mul als (onder)koning van Kent aan. Het lot van de vorige koning Eadric is onduidelijk: volgens Beda Venerabilis stierf Eadric in 686 na een anderhalf jaar durende regering, dus tijdens deze gevechten. Andere bronnen geven 31 augustus 687 als zijn sterfdatum.
Mul verkocht rond 686 grote landgoederen in Sudaneie (op het Isle of Thanet) en bij Sturry aan de abdis Æbbe van de abdij van Minster-in-Thanet. Reeds in 687 brak een opstand uit, in de loop van dewelke Mul en twaalf van zijn volgelingen werden verbrand. Oswine, uit de Kentische dynastie van de Oiscingas, werd tot nieuwe koning van Kent uitgeroepen, die zich aan een wraakveldtocht van de kant Cædwalla mocht verwachten. In 694 betaalde de toenmalige koning Wihtred van Kent 30.000 pæneġas (zie: penny; ongeveer 37,5 kg zilver) als weergeld voor Mul aan Ine van Wessex.